# Medicaid
Medicaid é um programa de saúde social dos Estados Unidos para famílias e indivíduos de baixa renda e recursos limitados. A Associação Americana de Seguros de Saúde descreve o Medicaid como "um programa do governo para pessoas de todas as idades com recursos insuficientes para ajudá-los a pagar por um seguro de saúde."
Para receber o Medicaid é necessário que a pessoa seja um cidadão americano ou um cidadão com visto permanente de residência, e inclui os adultos de baixa renda, seus filhos e pessoas com alguma deficiência. Contudo, apenas o fato de ser pobre não é o fator determinante para ter acesso ao Medicaid.
O Patient Protection and Affordable Care Act ('Lei de Proteção e Cuidados  Acessíveis ao Paciente'), assinado em 2010, ampliou os fundos e os critérios de elegibilidade para o Medicaid. Pessoas com renda correspondente a até 133% da linha de pobreza se qualificavam para a cobertura, inclusive adultos sem filhos dependentes.  No entanto, a Suprema Corte dos Estados Unidos determinou que o governo federal deveria tornar voluntária a participação no programa Medicaid expandido, e vários governos estaduais declararam que não participariam.

## Sistema de saúde nos Estados Unidos
O sistema de saúde dos EUA caracteriza-se por uma pluralidade de serviços que envolve a participação tanto de instituições públicas quanto privadas. O governo americano  não apresenta uma atenção à saúde universal, como o Brasil, fazendo apenas ações de vigilância epidemiológica e sanitária, bem como atendimento em saúde para uma parcela especifica da população através de programas como o Medicaid, destinado a população carente, e o Medicare, destinado a população idosa.

## Histórico
O programa de saúde dos Estados Unidos Medicaid foi criado em 1965, apoiado no Título XIX da Lei da Seguridade Social, tendo como objetivo oferecer serviços de saúde para crianças de baixa renda privadas de apoio dos pais, idosos, cegos e indivíduos com deficiência. Em 1967, através do Early and Periodic Screening, Diagnostic and Treatment (EPSDT), os serviços de saúde começaram a atender também menores de 21 anos.
Na década de 1970 o Medicaid estendeu seus benefícios para 2 milhões de indivíduos com menos de 65 anos e com deficiência de longo prazo e para aqueles com doença renal terminal (DRT). Já a liberdade de escolha para renunciar ao programa ocorreu a partir de 1981. Isso permitiu aos pacientes beneficiados mais flexibilidade e opções para selecionar seus próprios prestadores de cuidados de saúde. Também em 1981, cada estado foi então obrigado a pagar aos hospitais que prestavam serviços de saúde para pacientes de baixa renda.
Demorou 18 anos para o Medicaid tornar-se disponível em todos os estados dos EUA, sendo o Arizona o último. A partir de 1985, gestantes começaram a receber cobertura do Medicaid, mas somente se escolhessem tê-lo, e, em 1986, os imigrantes ilegais foram beneficiados em serviços de emergência.
Em 1º de janeiro de 1991, o The Medicaid Drug Rebate Program foi posto em prática, inicialmente criado pela Omnibus Reconciliation Act of 1990, tendo como objetivo gerenciar o custo dos medicamentos prescritos. O programa permite a cada estado gerenciar uma lista específica de medicamentos cobertos, os seus homólogos genéricos e opções alternativas de tratamento para fornecê-los gratuitamente aos beneficiados do programa.
Em 2000, surge no Medicaid o Breast and Cervical Cancer Treatment and Prevention Act, que permite que qualquer mulher sem seguro, que tenha câncer de mama ou câncer cervical, receba tratamento, mesmo não atendendo aos padrões de renda.
Segundo declaração publicada em seu próprio site, em 2014, Medicaid se define como "um serviço em constante evolução, que se esforça para fornecer cuidados para as famílias de baixa renda, que de outra forma não poderiam obter esses cuidados. Medicaid e Medicare são opções viáveis e úteis para muitas pessoas".

### Medicaid durante a pandemia de Covid-19
A pandemia de COVID-19 afetou profundamente os gastos e as inscrições no Medicaid. No início da pandemia, o Congresso promulgou uma legislação que incluía a exigência de que o Medicaid mantivesse as pessoas inscritas em troca de maior financiamento federal. Como resultado, as inscrições no Medicaid/CHIP cresceram substancialmente, e a taxa de não segurados caiu. O cancelamento dessas provisões começou em 1º de abril de 2023, e as pessoas foram retiradas do Medicaid, o que deve reverter a melhoria na taxa de não segurados. Além da reversão, muitos formuladores de políticas federais e estaduais têm buscado formas de usar o Medicaid como uma alavanca para reduzir as disparidades de saúde, expandir o acesso ao atendimento, melhorar o acesso à saúde mental e aos serviços domiciliares e comunitários.

## Características do programa
Medicaid foi criado pelo governo federal, mas é administrado de forma independente em cada estado. Atualmente fornece cobertura para cerca de 60 milhões de norte-americanos, incluindo crianças, mulheres grávidas, pais, idosos e pessoas com deficiência.
O governo federal estabelece diretrizes mínimas para a elegibilidade no Medicaid, mas os Estados podem optar por expandir essa cobertura. Integram o programa famílias com renda no valor de até 133% do Nível de Pobreza Federal (FPL), índice que leva em conta a renda familiar anual e o número de membros da família. Há também outros critérios não financeiros que podem ser utilizados para tornar o indivíduo elegível para inclusão no programa.
Os indivíduos que fazem parte do Medicare também podem integrar o Medicaid, o que corresponde a mais de 10 milhões de pessoas. Foram criadas alguns dispositivos para melhorar a cobertura integrada dos programas, visando a continuidade do cuidado e a redução de custos com o Medicare-Medicaid Coordination Office e a coordenação do cuidado com o Integrated Care Resource Center.
Os estados podem estabelecer e administrar seus próprios programas Medicaid, determinando tipo, quantidade, duração e escopo dos serviços dentro das diretrizes federais gerais. Entretanto são obrigados a cobrir certos "benefícios obrigatórios", que incluem, dentre outros, internações hospitalares, atendimentos ambulatoriais, exames periódicos, diagnósticos e serviços de tratamento, serviços médicos e de enfermagem, atenção domiciliar, serviços clínicos de saúde rural, exames laboratoriais e de raios-X, planejamento familiar, atenção pediátrica, obstetrícia e transporte para cuidados médicos.
O programa Medicaid é financiado conjuntamente pelo governo federal e pelos estados. O governo federal paga até 82% dos gastos estaduais com o programa, sendo que esse valor varia de estado para estado, de acordo com alguns critérios que incluem, dentre outros, a renda per capita. Desta forma o valor varia de 50% a 75%, sendo a média de 57%. Os estados têm a opção de cobrar prêmios e partilha de custos aos inscritos no Medicaid. Além disso, podem incluir ainda co-pagamentos, co-seguro, franquias e outros encargos similares. Porém certos grupos vulneráveis, como crianças e mulheres grávidas, estão isentos de cobrança para determinados serviços.

## Avaliação da população
Adentrar no mérito de opinião da população sobre o Medicaid é encontrar a discussão acerca da criação de um sistema público universal de saúde nos EUA. Segundo Denise M. Osborne, Obama tentou implementar um sistema de saúde pública universal, chamado de Affordable Care Act, ou, como é popularmente conhecido, Obamacare. Esse sistema exige que todos os americanos tenham plano de saúde, sob pena de multa, podendo optar pelo plano do governo ou um privado. Ainda de acordo com a proposta, os planos atuais estão proibidos de negar coberturas e de aumentar o prêmio pago pelas pessoas portadoras de doenças preexistentes. Entretanto há muita resistência popular para a sua implantação, pois está sendo interpretado como uma invasão do governo na vida privada dos cidadãos, já que força os indivíduos a adquirir um plano de saúde.
Em entrevistas feitas pelo telefone, em março de 1999 nos EUA, realizadas por Mellman Group and Public Opinion Strategies, foi avaliada a opinião dos entrevistados acerca da saúde pública no país. Os resultados indicam que a maioria dos entrevistados (57%) estavam descontentes, avaliando negativamente a saúde pública dos EUA na época.

## Estatísticas
Em 2012, o Medicaid foi o segundo maior programa de saúde, em termos de gastos (perdendo apenas para o Medicare), e o maior em termos de número de inscritos, representando  um sexto da economia da saúde nos EUA, com um total de 432 bilhões de dólares e abrangendo cerca de 58 milhões de beneficiários, sendo 49% crianças, 25% adultos, 17% deficientes e 9% idosos.
O setor privado é o principal prestador do sistema de saúde norte-americano, dado que até mesmo os serviços vinculados a programas estatais (Medicare e o Medicaid) são preponderantemente feitos por unidades privadas contratadas.
Em 2012, 53,6% dos gastos em saúde foram do setor privado, enquanto que o setor público foi responsável por 46,4% do total - sendo que 88,8% dos gastos públicos foram direcionados ao seguro social de saúde. A parcela do produto interno bruto (PIB) do EUA gasto em saúde naquele ano foi de 17,9%. Em 2021, caiu para 17,36% do PIB.

## Proposta de cortes para 2025
Em 2025, os líderes republicanos do Congresso John Thune e Mike Johnson anunciaram metas de corte de 1,5 a 2 trilhões de dólares do orçamento federal dos EUA, com o Presidente Donald Trump declarando que os cortes no Medicaid incluiriam apenas "abuso ou desperdício". A resolução orçamentária de 2025, que foi aprovada pela Câmara de Representantes apenas com os votos dos republicanos, propôs o corte de US$ 880 bilhões do Comitê Permanente de Energia e Comércio, que inclui o Medicaid e o Medicare.Em 22 de maio de 2025, a Câmara de Representantes aprovou sua versão da One Big Beautiful Bill Act, destinada, em parte, a implementar essa resolução. 
A versão da Câmara, caso se torne lei, reduzirá o Medicaid de várias maneiras. Embora o projeto de lei não reverta a expansão do Medicaid instituída pelo ACA, pela primeira vez passaria a ser exigido que os beneficiários do Medicaid fisicamente aptos estejam trabalhando, e que os beneficiários situados acima da linha de pobreza paguem mais para ter cobertura. Também acrescentaria novos requisitos de verificação; aumentaria o número de vezes que os Estados precisariam verificar a elegibilidade dos beneficiários da expansão do Medicaid; proibiria o Medicaid de financiar procedimentos de transição de gênero para adultos ou crianças (Emenda Crenshaw); proibiria o Medicaid de financiar organizações sem fins lucrativos que prestam assistência ao aborto; dificultaria o uso do Medicaid por imigrantes ilegais; proibiria a prática de spread pricing pelos gestores de benefícios farmacêuticos (intermediários entre  planos de saúde, empregadores e fabricantes de medicamentos), que cobram dos planos de saúde e empresas um valor maior que o pago aos fabricantes de medicamentos; e estabeleceria limites aos chamados "impostos de provedores" que os Estados cobram aos provedores de saúde para financiar sua parte dos gastos com o Medicaid. O Escritório de Orçamento do Congresso (não partidário) estima que isso reduziria o número de pessoas no Medicaid em vários milhões.
Desde maio de  2025, o projeto de lei está sendo analisado pelo Senado, onde pode ser modificado e onde a bancada republicana não tem uma posição unificada sobre o assunto : alguns senadores, como Ron Johnson, acham que o projeto não corta o suficiente, enquanto outros, como Josh Hawley, cosideram alguns dos cortes do Medicaid como sendo exagerados.